# Hasebe Kotondo

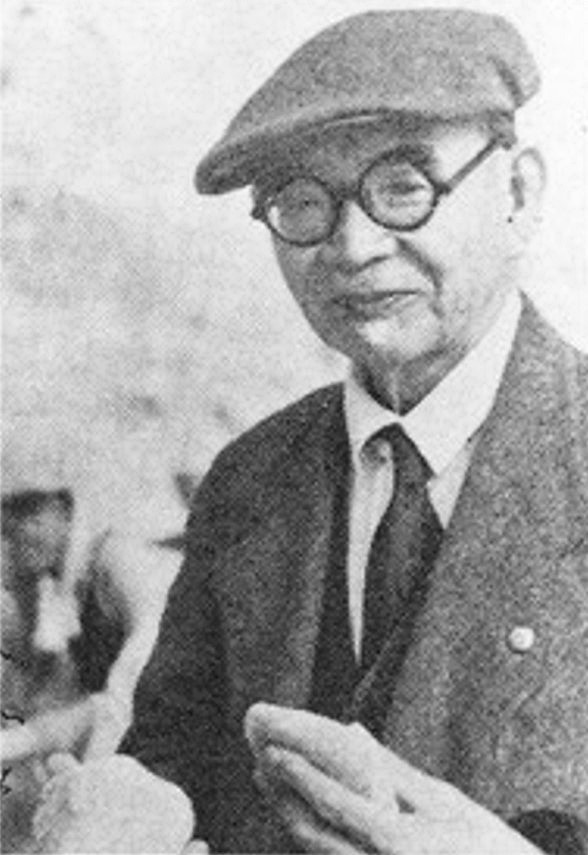
Hasebe Kotondo

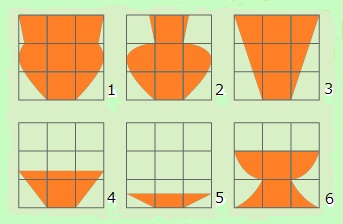
Hasebes Gefäßformen-Gliederung

Hasebe Kotondo (japanisch 長谷部言人; geboren 10. Juni 1882 in Tokio; gestorben 3. Dezember 1969 daselbst) war ein japanischer Anthropologe.

## Leben und Wirken
Hasebe Kotondo machte 1906 seinen Abschluss des Medizin-Studiums an der Universität Tokio. Im Anschluss daran bildete er sich an der Universität im Fach Anthropologie und Anatomie unter dem bekannten Mediziner und Anthropologen Adachi Buntarō (1865–1945) weiter. Er hielt dann Vorlesungen zur Anatomie an den Universitäten Kyōto und Tōhoku.
Von 1921 bis 1922 bildete sich Hasebe in Europa weiter, hauptsächlich unter Rudolf Martin an der Universität Zürich. 1939 richtete er die erste wirkliche Abteilung für Anthropologie in Japan in der naturwissenschaftlichen Fakultät der Universität Tokio ein. Er hielt nun Vorlesungen ausschließlich zur Anthropologie mit dem Schwerpunkt morphologische Studien. 
Hasebe grub Muschelhügel aus und befasste sich ausführlich mit menschlichen Skeletten aus Grabfeldern. Hasebe erkannte, dass die Menschen aus der Jōmon-Zeit (10.000 bis 300 v. Chr.) die direkten Vorfahren der heutigen Japaner sind und nicht die Ainu, wie man damals vermutete.
Zu seinen Schriften gehören „Sekki jidai jūmin to gendai Nihonjin“ (石器時代住民と現代日本人) – „Die Bewohner zur Steinzeit und die heutigen Japaner“ und „Nihon minzoku no seiritsu“ (日本民族の成立) – „Die Entstehung der Japaner“.
Hasebe war Mitglied der Akademie der Wissenschaften.